# Robert Werner Wagner
Robert Werner Wagner (auch Werner oder Robert W. Wagner) (* 10. Dezember 1936 in Leipzig; † 9. Oktober 2021 in Neuruppin) war ein deutscher Maler, Grafiker und Buchillustrator.

## Leben und Werk
Wagner besuchte die Grundschule in Leipzig und absolvierte von 1951 bis 1953 eine Lehre als Steinmetz. Danach studierte er bis 1957 in Erfurt an der Ingenieurschule für Bauwesen. Von 1957 bis 1962 arbeitete er in Leipzig als Architekt. In dieser Zeit machte er an der Hochschule für Grafik und Buchkunst ein Abendstudium. 1962 zog er nach Weimar. Dort arbeitete er bis 1964 als Ingenieur im Betonwerk. Danach war er in Weimar als freischaffender Künstler tätig. Bis 1970 hatte er einen Fördervertrag mit dem Funkwerk Erfurt und später, wie eine bedeutende Zahl weiterer Künstler, einen Vertrag mit der SDAG Wismut. Er bearbeitete auch Aufträge für architekturbezogene Arbeiten. U.a. schuf er mit Siegfried Terber 1972 ein etwa 12 × 3 m großes Wandbild im Foyer der damaligen Bezirksparteischule Erfurt der SED.
Wagner beteiligte sich 1971 am internationalen Maler-Pleinair in Nyirgyháza und 1985 am internationalen Maler-Pleinair der Wismut. 1976 hielt er sich mit einem Stipendium der UNESCO in Finnland auf. Studienreisen führten ihn nach Osteuropa. Regelmäßig fuhr er zum Arbeiten nach Ahrenshoop.
Für Knabes Jugendbücherei des Gebrüder-Knabe-Verlags Weimar illustrierte er eine bedeutende Zahl von Büchern.
Wagner war bis 1990 Mitglied des Verbands Bildender Künstler der DDR und dort 1967 bis 1971 Vorsitzender der Sektion Maler und Grafiker des Bezirks Erfurt sowie von 1975 bis 1983 stellvertretender Vorsitzender des Bezirksverbands. Ab 1975 war er Mitglied der Bezirksleitung des Kulturbunds der DDR, für den er von 1976 bis 1989 im Bezirkstag Erfurt saß.
Nach der deutschen Wiedervereinigung machte Wagner innenarchitektonische Arbeiten, u. a. mit Projekten in Weimar, Trier und Luxemburg. Nach dem Erreichen des Rentenalters arbeitete er ab 1992 in Neuruppin wieder künstlerisch, ab 1994 insbesondere als Radierer.
In Neuruppin war er maßgeblich an der Rekonstruktion des Fontane-Geburtshauses beteiligt, in dem er seit 1993 sein Atelier und seit 1994 seinen Wohnsitz hatte. 1996 erschien in der Edition Rieger Theodor Fontanes Herr von Ribbeck auf Ribbeck im Havelland mit Illustrationen Wagners.
Arbeiten Wagners, vor allem Pastellzeichnungen, befinden sich u. a. in der Kunstsammlung der Wismut GmbH, Chemnitz.
Wagner wurde auf dem Friedhof Neuruppin beigesetzt.

## Ehrungen
- 1971 und 1977: Architekturpreis des Bezirks Erfurt für Wandmalerei
- 1975: Johannes-R.-Becher-Medaille in Silber
- 1982: Literatur- und Kunstpreis der Stadt Weimar
- 1984: Kunstpreis der SDAG Wismut
- 2010: Fontane-Kulturpreis der Fontanestadt Neuruppin

## Rezeption
„Der Künstler lässt sich nicht festlegen - hochkomplexe Drucktechniken wie die Kaltnadelradierung interessieren ihn genauso wie farbige Handzeichnungen und Malerei.“

## Ausstellungen (unvollständig)

### Einzelausstellungen
- 1986: Weimar, Galerie im Cranach-Haus
- 2000 und 2019: Wustrau, Café Constanze[6]
- 2017: Neuruppin, Museum Neuruppin

### Teilnahme an zentralen und wichtigen regionalen Ausstellungen in der DDR
- 1970: Berlin, Altes Museum („Im Geiste Lenins“)
- 1971: Berlin, Altes Museum („Das Antlitz der Arbeiterklasse in der bildenden Kunst der DDR“)
- 1972/1973: Dresden, Kunstausstellung der DDR
- 1974: Weimar, Galerie im Schloss („Kunst für uns“)
- 1975, 1979 und 1984: Erfurt, Bezirkskunstausstellungen
- 1978: Weimar, Kunsthalle am Theaterplatz („intermezzo“)
- 1985: Erfurt, Gelände der Internationalen Gartenbauausstellung („Künstler im Bündnis“)